# Beishanlong grandis
Il beishanlong (Beishanlong grandis) è un dinosauro onnivoro appartenente agli ornitomimosauri, o dinosauri struzzo. Visse alla fine del Cretaceo inferiore (Aptiano/Albiano, circa 115 milioni di anni fa) e i suoi resti fossili sono stati ritrovati in Cina. È uno dei più antichi e grandi dinosauri struzzo noti.

## Descrizione
I fossili di questo dinosauro comprendono uno scheletro parziale, che ha permesso di ricostruire un grande animale dal corpo snello e dalle zampe molto allungate. L'altezza del bacino dell'esemplare tipo era equivalente a quella di un uomo adulto, ed è probabile che l'animale fosse lungo oltre quattro metri. Sulla base di analisi istologiche si ritiene che l'esemplare noto non fosse completamente cresciuto, e quindi un esemplare adulto potrebbe essere stato ancora più grande. Lo scheletro incompleto consta di gran parte delle ossa delle zampe, parte dei cinti pelvico e pettorale, alcune vertebre caudali e varie ossa della coda (chevron). Il cranio è sconosciuto, ma doveva essere simile a quello degli altri ornitomimosauri primitivi come Harpymimus, e come quest'ultimo era forse dotato di piccoli denti nella parte anteriore delle mascelle.

## Classificazione
Beishanlong, descritto per la prima volta nel 2009, è considerato un rappresentante primitivo degli ornitomimosauri, o dinosauri struzzo. Doveva essere uno dei più grandi rappresentanti di questo gruppo (eccezion fatta per Gallimimus e per il gigantesco ma misterioso Deinocheirus); il fossile, rinvenuto nel nordovest della Cina (provincia del Gansu), indica che questo animale presentava notevoli affinità con un altro dinosauro struzzo arcaico, Harpymimus, ed entrambi questi animali potrebbero essere stati ancestrali a ornitomimosauri più evoluti come Garudimimus e i veri ornitomimidi.